# Park Narodowy Auyuittuq
Park Narodowy Auyuittuq (ang. Auyuittuq National Park, fr. Parc national Auyuittuq) 
– park narodowy położony w północno-wschodniej części wyspy Ziemia Baffina w terytorium Nunavut w Kanadzie. Park został utworzony w 1976 na powierzchni 21 471 km². Nazwa parku pochodzi od słowa auyuittuq, które w języku Inuitów oznacza „ziemia, która nigdy nie taje”.

## Flora
Roślinność parku jest bardzo uboga. Występują tu: dębik ośmiopłatkowy, mak, skalnica, brzoza karłowata, wierzba arktyczna, wrzos. Wiele roślin rośnie w kępach. Dzięki temu mogą stworzyć swój własny mikroklimat, który pozwala im przetrwać ostre arktyczne warunki.

## Fauna
Na terenie Parku Narodowego Auyuittuq występuje: leming, gronostaj, niedźwiedź polarny, lis polarny, renifer.

## Turystyka
Najbliższe miasta, to Qikiqtarjuaq i Pangnirtung. Zwiedzający, którzy chcą wejść do parku muszą się zarejestrować w biurze parku w mieście Pangnirtung lub Qikiqtarjuaq.
Duża popularnością cieszą się dwa górskie szczyty: Mount Asgard (pokazany w jednym z filmów o Jamesie Bondzie – Szpieg, który mnie kochał) z 800-metrową ścianą, oraz Mount Thor z 1250-metrową ścianą o nachyleniu 105°.

## Galeria

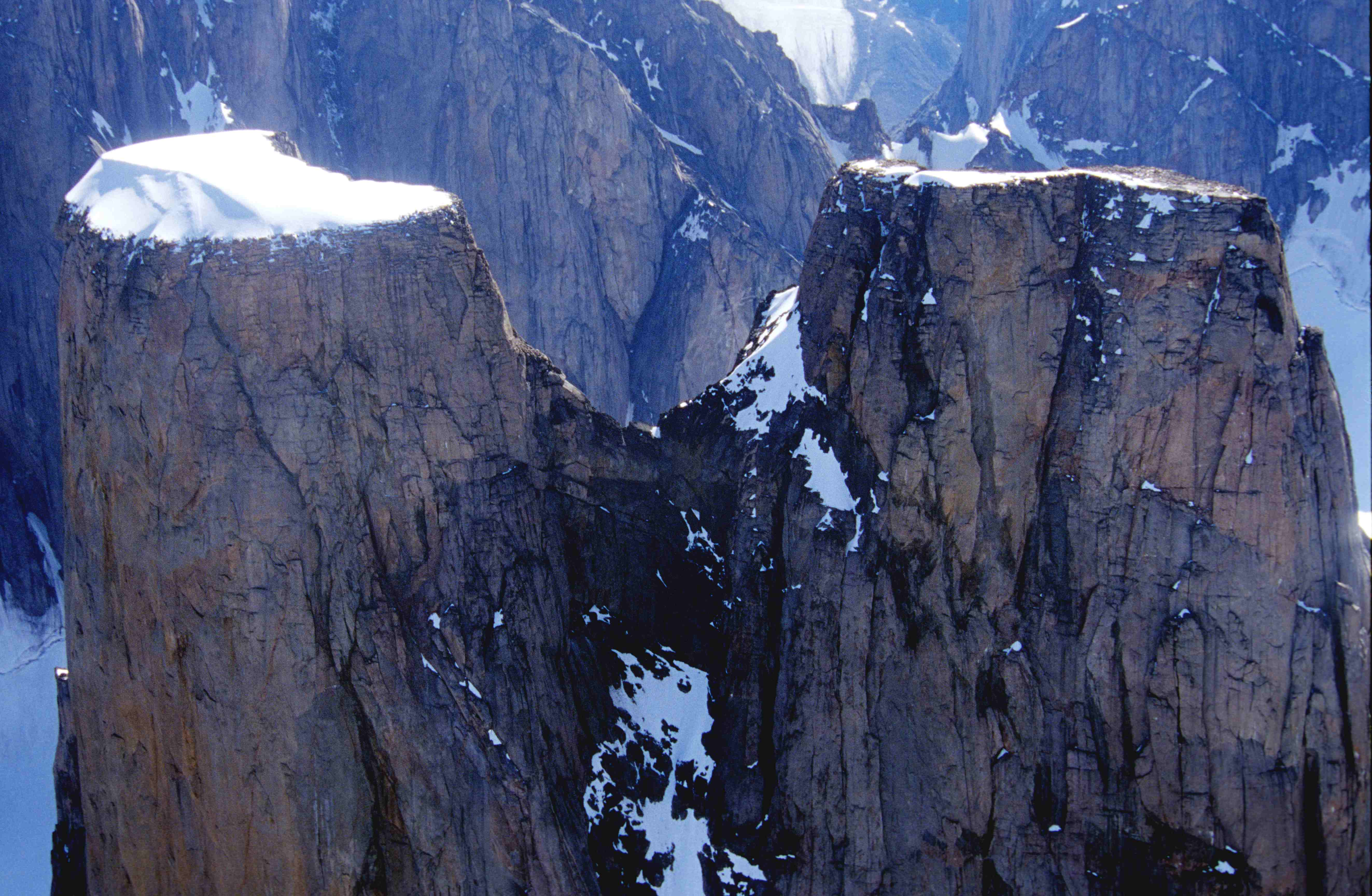
Mount Asgard, Ziemia Baffina, 2001
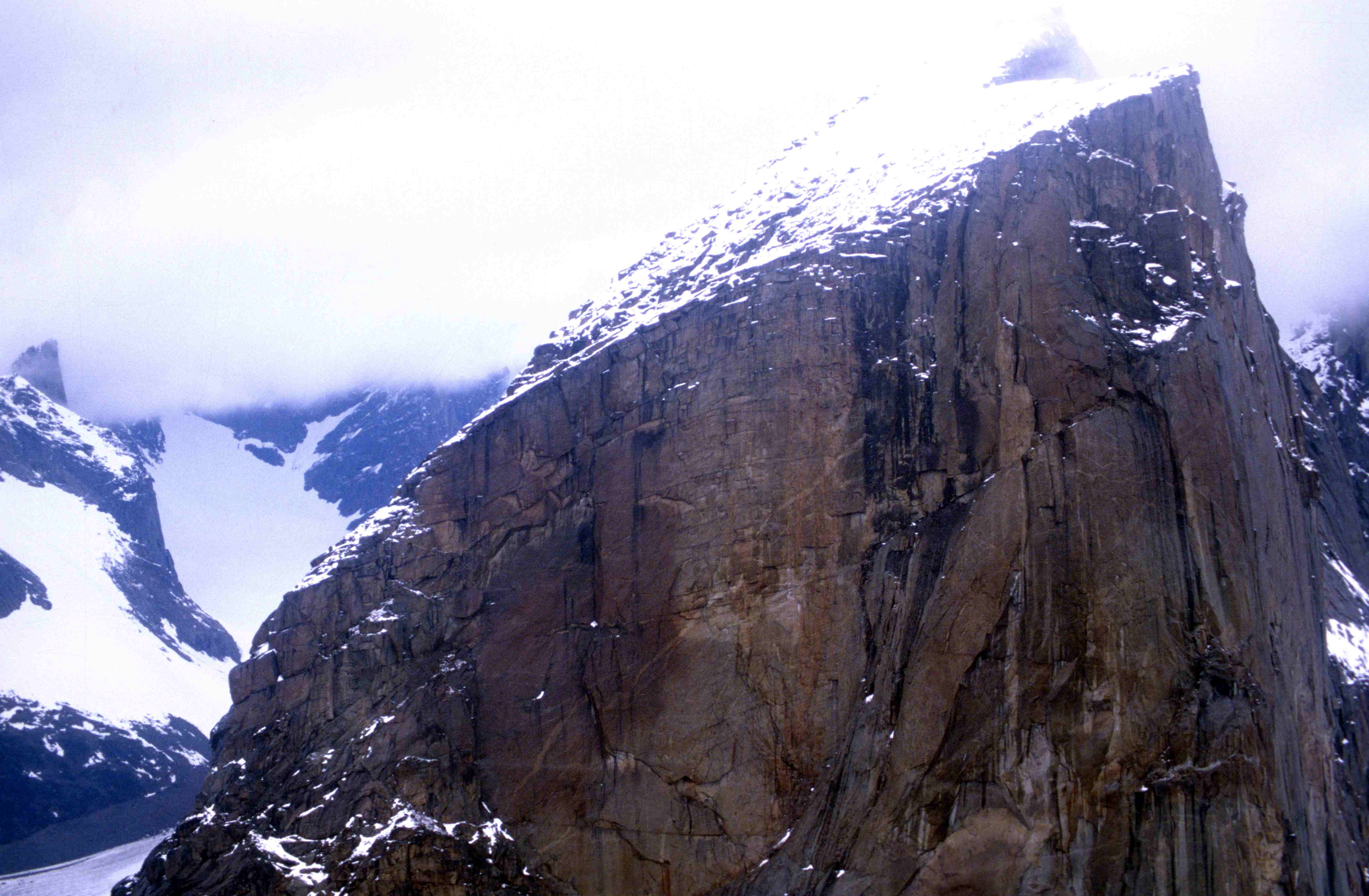
Mount Thor, Ziemia Bafina, 1997
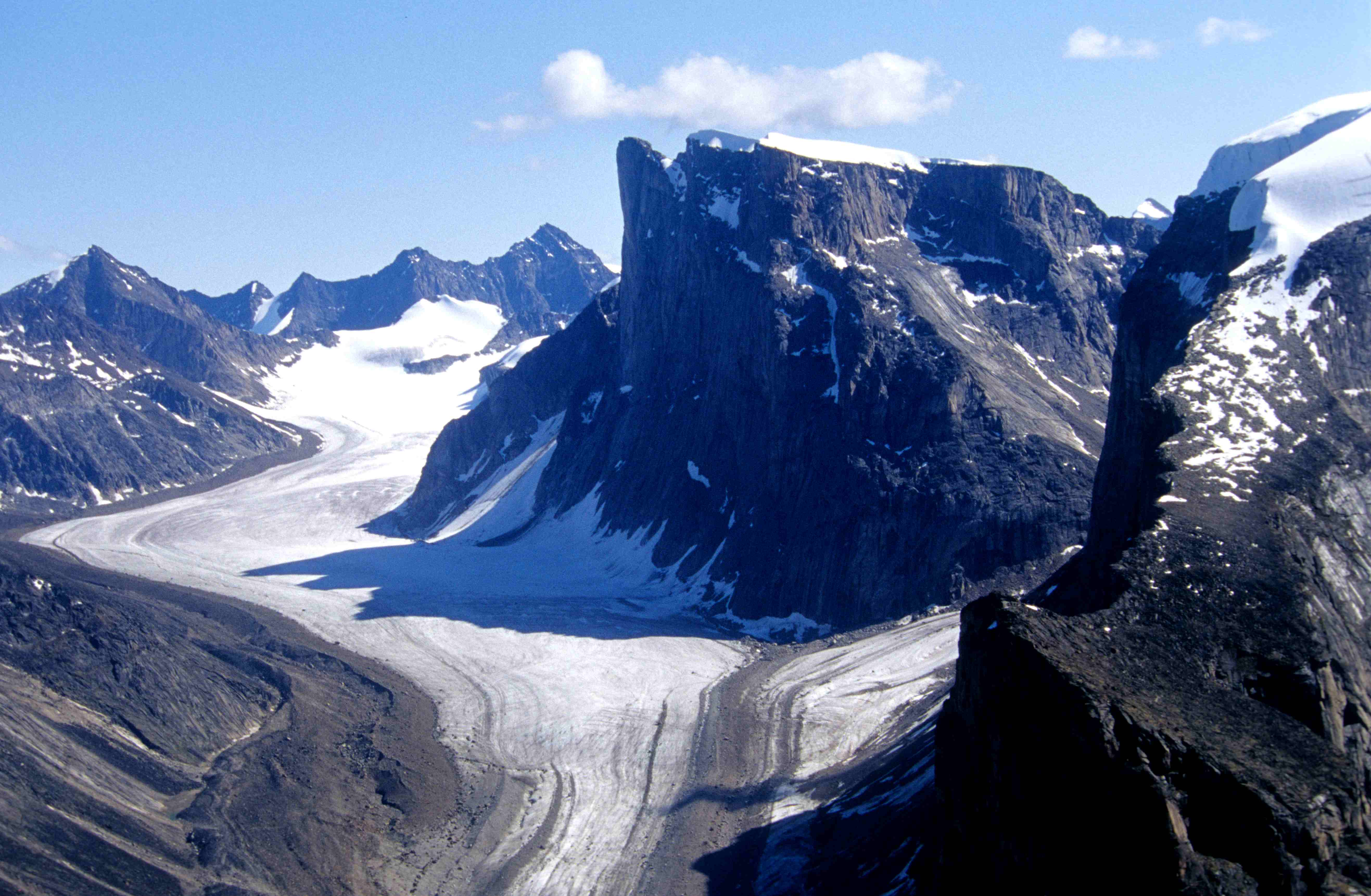
Formacje skalne i lodowce
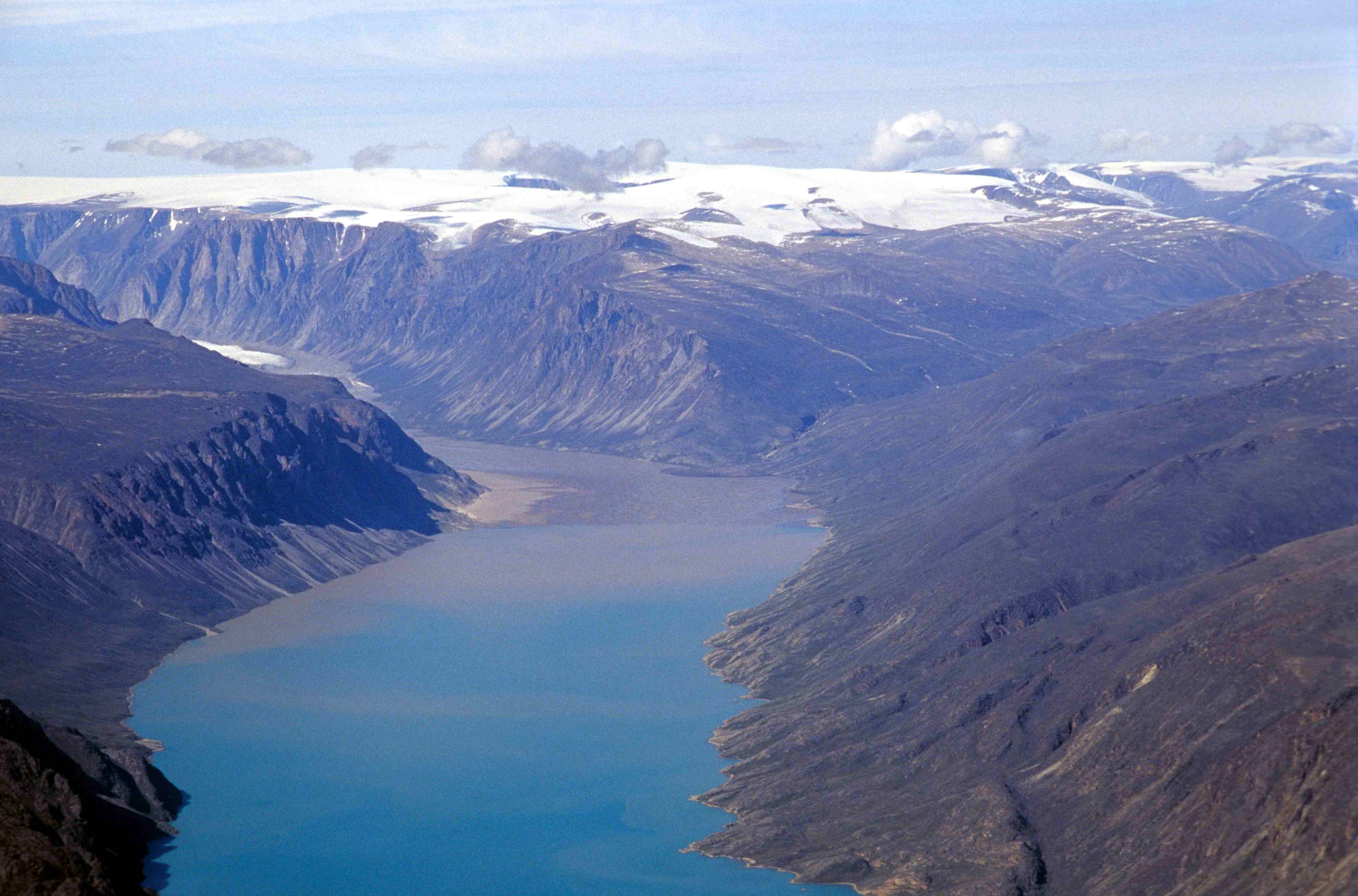
Fiord North Pangnirtung